# Suprema Corte da Carolina do Norte
A Suprema Corte (português brasileiro) ou Supremo Tribunal (português europeu) do Estado da Carolina do Norte (ou simplesmente North Carolina Supreme Court) é o mais alto tribunal de apelação do estado, situado em Carolina do Norte, nos Estados Unidos. Estabelecido no ano de 1818.
Até a criação do Tribunal de Apelações da Carolina do Norte nos anos 60, era o único tribunal de apelação do estado. O Supremo Tribunal consiste em seis juízes associados e um chefe de justiça, embora o número de juízes tenha variado de tempos em tempos. 
A função principal da Suprema Corte é decidir questões de direito que tenham surgido nos tribunais inferiores e perante órgãos administrativos estaduais.

## História
O primeiro tribunal de apelação da Carolina do Norte, criado em 1799, foi chamado Tribunal de Conferência e consistiu de vários juízes de Tribunal de Primeira Instância sentados em bancada duas vezes por ano para rever recursos de seus próprios tribunais. Em 1805 foi nomeado o Tribunal Supremo.